# Jan Pavlík
Jan Evangelista Pavlík (23. října 1920 Olomouc – 28. listopadu 2008 Brno) byl český katolický kněz a jezuita, bývalý provinciál České provincie Tovaryšstva Ježíšova (1971–1991).

## Život
Jan Pavlík byl na kněze vysvěcen 19. června 1943, působil na různých farách na jižní Moravě a v roce 1947 vstoupil do noviciátu jezuitského řádu. V roce 1950 byl v rámci Akce K nezákonně internován a posléze poslán k PTP. Po návratu ze služby u PTP mu stát znemožňoval kněžskou činnost. Od ledna 1954 pracoval v Ostravě jako stavební dělník. S dalšími jezuity v Ostravě si vyměňoval a rozmnožoval náboženskou literaturu a v provizorních podmínkách se pokoušeli o život v řeholní komunitě. Zároveň tehdy P. Pavlík organizoval tajné studium jezuitských kleriků a duchovně vedl skupinu mladých věřících. Dne 12. srpna 1955 byl zatčen. Při vykonstruovaném procesu byl označen za „organizátora rozsáhlé ilegální organizace mimořádné nebezpečnosti“ a jednoho z hlavních představitelů „páté kolony Vatikánu“. Dne 5. ledna 1956 byl odsouzen Krajským soudem v Ostravě v procesu Pavlík a spol. za velezradu na 10 let vězení. Prošel koncentráky při uranových dolech na Jáchymovsku, poté byl vězněn v Leopoldově a na Mírově. Propuštěn byl na amnestii 11. května 1960.
V roce 1971 se stal provinciálem jezuitů a tento úřad zastával až do roku 1991. Po sametové revoluci zahájil obnovu organizace české provincie. V letech 1991–1998 působil také jako spirituál kněžského semináře v Olomouci. Od roku 1998 působil na Velehradě, kde byl také 4. prosince 2008 pohřben.

## Publikace
- Budou vás vydávat soudům : dějiny české provincie v době komunistického útlaku v letech 1950-1990. Praha : Societas, 1995. 225 s.
- Vzpomínky na zemřelé jezuity, narozené v Čechách, na Moravě a v moravském Slezsku od roku 1814. Olomouc : Refugium Velehrad-Roma, 2011. 798 s. ISBN 978-80-7412-067-1.